# Сатолли, Франческо
Франческо Сатолли (итал. Francesco Satolli; 21 июля 1839, Маршано, Папская область — 8 января 1910, Рим, королевство Италия) — итальянский куриальный кардинал и папский дипломат. Титулярный архиепископ Лепанто со 1 июня 1888 по 29 ноября 1895. Апостольский делегат в США с 14 января 1893 по 29 ноября 1895. Префект Священной Конгрегации Обрядов с 23 октября 1900 по 27 ноября 1902. Архипресвитер патриаршей Латеранской базилики с 7 апреля 1913 по 10 октября 1914. Кардинал-священник с 29 ноября 1895, с титулом церкви Санта-Мария-ин-Арачели с 3 декабря 1896 по 22 июня 1903. Кардинал-епископ Фраскати с 22 июня 1903.